# Micheline (prénom)
Pour les articles homonymes, voir Micheline.
Micheline est un prénom féminin ou un matronyme.

## Prénom et patronyme
Diminutif de Michèle formé à partir du patronyme Michel ou son diminutif Michelin, il signifie à l'origine « la petite de monsieur Michel ». 
Il est très répandu en Occident depuis le Moyen Âge et connaît en France une période de faveur aux environs de 1930, puis un rapide déclin à l'arrivée des autorails michelines.

## Saints chrétiens
- Micheline Mitelli († 1356), veuve italienne, bienheureuse et tertiaire franciscaine ; fêtée le 19 juin[1].

## Personnalités portant ce prénom
- Micheline Dax, actrice française.
- Micheline Calmy-Rey, femme politique suisse.
- Micheline Presle, actrice française.
- Micheline Lanctôt, actrice, réalisatrice, scénariste, productrice et monteuse québécoise.
- Micheline Francey, actrice française.